# La enfermera, el marica y el cachondo de Don Pepino
La enfermera, el marica y el cachondo de Don Pepino (La moglie in bianco... l'amante al pepe) es una película cómica y erótica italiana y española dirigida por Michele Massimo Tarantini y con actuación de Lino Banfi y Pamela Prati. En España fue estrenada en los cines el 8 de diciembre de 1981.

## Reparto
- Lino Banfi: Giuseppe Patanè (Don Pepino) / Calogero Patanè.
- Pamela Prati: Sonia.
- Marisa Porcel: la esposa de Pepino.
- Javier Viñas: Gianluca.
- Raf Baldassarre: Cosimo Mancuso.
- Nieves Navarro: la esposa de Cosimo.
- Ria De Simone: Linda.